# Fossarina
Fossarina je rod mořských plžů z čeledi kotoučovití (Trochidae).

## Rozšíření
Tento rod je endemický na jihu, východě a severu Austrálie a Nového Zélandu.

## Stanoviště
Zástupci tohoto rodu se vyskytují v přílivové zóně.

## Popis ulity
Ulity jsou špičaté a malé.

## Nejznámější druhy
- Fossarina brazieri Angas, 1871
- Fossarina funiculata Tenison-Woods, 1880
- Fossarina hoffmeisteri Ladd,1966
- Fossarina patula Adams & Angas, 1863
- Fossarina petterdi Crosse, 1870
- Fossarina rimata (Hutton, 1884)